# Tyree Ridge
Tyree Ridge är en bergstopp i Antarktis. Den ligger i Västantarktis. Chile gör anspråk på området. Toppen på Tyree Ridge är 2 082 meter över havet.
Terrängen runt Tyree Ridge är varierad. Trakten är obefolkad. Det finns inga samhällen i närheten. 